# Дозоло
Дозоло (італ. Dosolo) — муніципалітет в Італії, у регіоні Ломбардія,  провінція Мантуя.
Дозоло розташоване на відстані близько 380 км на північний захід від Рима, 130 км на південний схід від Мілана, 28 км на південний захід від Мантуї.
Населення — 3502 особи (2014).
Щорічний фестиваль відбувається 19 червня. Покровителі — святі Гервасій та Протасій.

## Демографія
Населення за роками:

Станом на 1 січня 2023 року в муніципалітеті офіційно проживало 405 іноземців з 31 країни, серед них 59 громадян країн Євросоюзу та 14 громадян України.

## Сусідні муніципалітети
- Гуальтієрі
- Гуасталла
- Луццара
- Помпонеско
- Суццара
- В'ядана